# Pierre-Claude Foucquet
Pierre-Claude Foucquet (1694 – 13 de febrero de 1772) fue un organista francés y clavecinista.
Pierre-Claude Foucquet nació en París, hijo de Pierre Foucquet y Anna-Barbe Domballe. Nació en una familia de músicos. A los 18 años, fue nombrado organista en la Iglesia de Saint Honoré en París. Tras este nombramiento fue el organista en: Iglesia de la Abadía real de San Víctor (destruida durante la Revolución francesa), el St Eustache, la Chapell royal donde sucedió a François d'Agincourt (1758) y la Catedral de Notre-Dame. Al final de su vida tuvo que renunciar a su nombramiento como organista debido a la enfermedad, pero recibió una pensión por el rey.
Su producción incluye:
- Tres libros de clavecín (antes de 1751).
- Varias arias para dos partes y bajo continuo ( la belle Silvie, etc.).